# Висдом, Иан
Иан Висдом Пестана (исп. Ian Wisdom Pestana; род. 14 сентября 2005, Лима) — перуанский футболист, полузащитник клуба «Спортинг Кристал».

## Клубная карьера
Висдом — воспитанник клуба «Спортинг Кристал». 10 февраля 2024 года в матче против «Сьенсиано» он дебютировал в перуанской Примере.

## Международная карьера
В 2025 году в составе молодёжной сборной Перу Висдом принял участие в молодёжном чемпионате Южной Америки в Венесуэле. На турнире он сыграл в матчах против сборных Парагвая, Венесуэлы, Чили и Уругвая.